# Salix oreophila
Salix oreophila — вид квіткових рослин із родини вербових (Salicaceae).

## Морфологічна характеристика
Це кущ; стовбур тьмяно-коричневий, короткий, сильно розгалужений. Молоді гілки злегка прямовисні, червоно-коричневі, голі. Листкова пластинка від довгастої до обернено-яйцеподібної, 5–7 × 2–3 мм, на пагонах до 8 мм, адаксіально (верх) зеленувата, гола, край з 3–5(7) грубими зубцями (зубці часточкові дистально, цілісні проксимально), верхівка гостра, коротко загострена, тупа або округло-зсічена, 3–5-зубчаста. Сережки кінцеві, головчасті, малоквіткові.

## Середовище проживання
Бутан, Індія, Непал, Тибет, Пн.-Зх. Юньнань. Населяє скелі, полонини; на висотах 4000–4600 метрів.